# Калининская улица (Петергоф)
Кали́нинская улица — улица в Петергофе. Проходит от Правленской улицы до Красного пруда. Протяжённость улицы — около 0,6 км.

## История
Улица известна с 1880-х годов, когда носила название Правленская, как и параллельная ей улица, которая сохранила своё название. В 1920-е годы улица была переименована в улицу Домов Отдыха, так как во Фрейлинских домах, мимо которых проходит улица, были размещены дома отдыха. В 1950-е годы улица была переименована в Малую Советскую, по аналогии с Правленской улицей, носившей название Большой Советской. 15 июня 1976 года улица переименована в Калининскую в память о выступлении председателя ВЦИК М. И. Калинина в бывшем Официантском доме перед уездным комитетом партии в 1919 году.

## География
Улица начинается от Правленской улицы, огибает дом Петергофского дворцового правления, далее проходит с юга на север параллельно Правленской улице, пересекая Лихардовскую улицу, далее поворачивает на восток параллельно южной границе Дворцовой площади и Александрийскому шоссе. Заканчивается в сквере у Красного пруда.

## Здания и сооружения
По нечётной стороне
- дома 3А, 3В — два корпуса Мастерового двора, ныне Первые петергофские реставрационные мастерские, построены в 1840-е гг., архитектор Комаров, выявленные объекты культурного наследия[2];  7832274000
- дом 7 — Официантский дом, ныне администрация Петродворцового района Санкт-Петербурга, построен в 1856—1861 гг., арх. Н. Л. Бенуа, объект культурного наследия регионального значения[3];  781711205210005
- дом 9 — здание «Кавалерского дома» (вопреки официальному наименованию, не входит в комплекс Кавалерских домов), построено в 1909—1932 гг., объект культурного наследия регионального значения. По состоянию на 2017 год в здании находится кафе[4][5].

По чётной стороне
Домов по чётной стороне улицы не числится, так как она проходит вдоль Кавалерских и Фрейлинских домов, адресованных по Правленской улице и Дворцовой площади соответственно.

## Транспорт
Общественный транспорт по улице не проходит. Ближайшая автобусная остановка — на Санкт-Петербургском проспекте.